# Andriej Diesiatnikow
Andriej Walerjewicz Diesiatnikow (ros. Андрей Валерьевич Деся́тников; ur. 4 maja 1994 we Władywostoku) – rosyjski koszykarz występujący na pozycji środkowego, obecnie zawodnik Chimek Moskwa.
18 sierpnia 2017 został zawodnikiem Kinga Szczecin. 5 lutego 2018 opuścił klub, rozwiązując umowę za porozumieniem stron. 24 lutego podpisał umowę z rosyjskim  Zenitem-Farm Petersburg.
4 lipca 2019 dołączył do rosyjskiego zespołu Chimki Moskwa.

## Osiągnięcia
Stan na 4 lipca 2019, na podstawie, o ile nie zaznaczono inaczej.
Drużynowe
- Brązowy medalista VTB/mistrzostw Rosji (2016, 2017)
- 4. miejsce podczas mistrzostw VTB (2019)
- Finalista pucharu Rosji (2016)
- Uczestnik rozgrywek Eurocup (2014–2017)

Reprezentacja
- Mistrz Kontynentalnego Pucharu Mistrzów Stankovicia (2014)
- Brązowy medalista uniwersjady (2015)
- Uczestnik:
  - mistrzostw:
    - Europy:
      - 2015 – 17. miejsce
      - U–20 (2014 – 13. miejsce)
      - U–18 (2012 – 4. miejsce)

  - świata U–19 (2013 – 9. miejsce)
  - turnieju:
    - adidas Nations (2013 – 6. miejsce)
    - Alberta Schweitzera (2012 – 6. miejsce)